# Nastro d’Argento/Bester Dokumentarfilm
Nastro d’Argento: Bester Dokumentarfilm (Nastro d’Argento al miglior documentario)
Dieser Filmpreis wird seit 1946, mit einem längeren Unterbruch von 1955 bis 2006, vom italienischen Filmkritikerverband (Sindacato Nazionale Giornalisti Cinematografici Italiani, SNGCI) vergeben.
| Jahr      | Preisträger                                         | Filmtitel                                                       |
| --------- | --------------------------------------------------- | --------------------------------------------------------------- |
| 1946      | Giovanni Paolucci                                   | La valle di Cassino                                             |
| 1947      | Luigi Comencini                                     | Bambini in città                                                |
| 1948      | Francesco Pasinetti                                 | Piazza San Marco                                                |
| 1949      | Luciano Emmer                                       | Isole della laguna                                              |
| 1950      | Michelangelo Antonioni                              | L’amorosa menzogna                                              |
| 1951–1953 | keine Vergabe                                       |                                                                 |
| 1954      | Gian Gaspare Napolitano                             | Das grüne Geheimnis (Magia verde)                               |
| 1955–2006 | keine Vergabe                                       |                                                                 |
| 2007      | Agostino Ferrente                                   | L’orchestra di piazza Vittorio (L’orchestra di piazza Vittorio) |
| 2008      | Esmeralda Calabria Andrea D’Ambrosio Peppe Ruggiero | Biùtiful cauntri                                                |
| 2009      | Gustav Hofer Luca Ragazzi                           | Plötzlich letzten Winter (Improvvisamente l’inverno scorso)     |
| 2010      | Pietro Marcello                                     | La bocca del lupo                                               |
| 2011      | Gabriele Salvatores                                 | 1960                                                            |
| 2012      | Stefano Savona                                      | Tahrir                                                          |
| 2013      | Costanza Quatriglio                                 | terramatta                                                      |
| 2014      | Silvio Soldini und Giorgio Garini                   | Per altri occhi                                                 |
| 2015      | Costanza Quatriglio                                 | Triangle                                                        |
| 2016      | Pietro Marcello                                     | Bella e perduta                                                 |
| 2017      | Carmine Amoroso                                     | Porno e Libertà                                                 |